# Jeerga(B), Aurad
Jeerga(B) là một làng thuộc tehsil Aurad, huyện Bidar, bang Karnataka, Ấn Độ.